# Foro de São Paulo
Foro de São Paulo (Nederlands: Forum van São Paulo, FSP) is een conferentie van linkse politieke partijen en andere organisaties uit Latijns-Amerika en het Caribisch gebied. De conferentie werd opgericht door de Arbeiderspartij van Brazilië in 1990 in de stad São Paulo. 

## Leden

### Regerende partijen
De volgende landen worden momenteel geregeerd door leiders en partijen van het Foro de São Paulo:
- Bolivia - Evo Morales (Beweging naar het Socialisme)
- Chili - Michelle Bachelet (Socialistische Partij van Chili)
- Cuba - Raúl Castro (Communistische Partij van Cuba)
- Dominica - Roosevelt Skerrit (Arbeiderspartij van Dominica)
- Dominicaanse Republiek - Leonel Fernández (Dominicaanse Bevrijdingspartij)
- Ecuador - Rafael Correa (Alliantie PAIS)
- El Salvador - Mauricio Funes (Front Farabundo Martí voor Nationale Bevrijding)
- Nicaragua - Daniel Ortega (Sandinistisch Nationaal Bevrijdingsfront)
- Paraguay - Fernando Lugo (Patriottische Alliantie voor Verandering)
- Peru - Ollanta Humala (Peruviaanse Nationalistische Partij)
- Uruguay - José Mujica (Breed Front)
- Venezuela - Nicolás Maduro (Verenigde Socialistische Partij van Venezuela)

### Als belangrijkste oppositiepartij
De volgende landen die lid zijn van het Foro de São Paulo zijn de belangrijkste oppositiepartijen in hun parlementen en/of waren dat:
- Costa Rica - Burgerlijke Actiepartij
- Mexico - Partij van de Democratische Revolutie